# 百色路
百色路是中華人民共和國上海市徐汇区一條東西走向道路，西起老滬閔路，東至龍吳路，道路全长750米，宽7米，為沥青路面。道路建於1953年，路名來自於广西壮族自治区百色市。